# Sommarhit
En sommarhit eller sommarplåga är inom populärmusiken en låt som åtnjuter stor popularitet under sommaren.
Inom den svenska musikbranschen skiljer man vanligen på sommarhit och sommarplåga, där en sommarhit kan vara förhållandevis populär under flera år (ett exempel är Shakiras Waka Waka) och en sommarplåga är populär just under sommaren för att sedan försvinna ur rampljuset. Vissa artister har inriktat sig på att försöka skapa sommarplågor.
Vanligtvis handlar det om lättsam pop, disco eller schlager, exempelvis har latinopop varit ganska vanligt (Bailando, La copa de la vida, Macarena, Geri Halliwells Mi Chico Latino)[källa behövs]. En sommarplåga kommer vanligen ut på singel under våren och spelas därefter mycket ofta i radio under sommaren, och når ibland någon form av topplista, för att sedan minska i popularitet mot slutet av sommaren. Många av låtarna, men långt ifrån alla, har sommartema men ofta är musiken lättsam och texterna ur ett politiskt perspektiv oförargliga. En populär låt från Eurovision Song Contest har ofta förutsättningar att bli en sommarplåga i Europa, då evenemanget brukar hållas i maj.[källa behövs]